# Společnost pro trvale udržitelný život
Spolek Společnost pro trvale udržitelný život (STUŽ) je dobrovolná nezisková nevládní organizace, která vznikla v září 1992 z iniciativy prvního ministra životního prostředí Československa Josefa Vavrouška.

## Cíle STUŽ
Základním cílem STUŽ je hledání cest směřujících k trvale udržitelnému vývoji lidské společnosti, k přibližování se ideálům humanismu a zároveň ideálům harmonie vztahů mezi člověkem a přírodou, s cílem zachovat život ve všech jeho formách a chránit přírodu jako celek, a to s vědomím odpovědnosti vůči dnešním i budoucím generacím. Svou činnost zaměřuje STUŽ na zkoumání a vytváření předpokladů trvale udržitelného způsobu života na místní, regionální, národní i globální úrovni. Přechod na trvalou udržitelnost chápe jako jedinou alternativu k trendům prohlubujícím ekologickou krizi. Podle STUŽ si přechod společnosti na trvale udržitelný způsob života v budoucích několika desetiletích vyžádá zásadní společenské změny. Jedním z cílů je i studium společenských aspektů a rizik předpokládaných budoucích změn.

## Představitelé STUŽ
Vedení STUŽ je tvořeno sedmičlenným předsednictvem v čele s předsedou Jiřím Dlouhým.
Členy čestného předsednictva STUŽ jsou významné osobností, např. Blanka Bohdanová, Martin Bojar, Jan Cimický, Táňa Fischerová, Fedor Gál, Mikuláš Huba, Jaroslav Hutka, Jiřina Juláková, Jan Kačer, Erazim Kohák, Hana Librová, Jaroslav Stoklasa, Jana Štroblová.

## Činnost STUŽ
STUŽ vyvíjí činnost i v regionech prostřednictvím regionálních poboček a skupin (chomutovská, východočeská,
karlovarská, českolipská, jihočeská) a je členem několika českých i mezinárodních asociací, např. Zeleného kruhu, European Environmental Bureau (EEB), Health and Environment Aliance (HEAL). Každý měsíc STUŽ pořádá odborné semináře pro své členy i veřejnost na aktuální témata.

### Publikační činnost
Dvakrát ročně vydává tištěný i elektronický Zpravodaj STUŽ.
Příležitostně vydává STUŽ i neperiodické publikace, např.:
- 1993 – Pavel Nováček a kol. : Trvale udržitelná budoucnost pro Českou republiku a Slovensko, Katedra ekologie Přf. UP a STUŽ, Olomouc
- 1995 – Jiří Dlouhý (ed.): Perspectives of Sustainable Living in Europe, Japan and North America : multicultural Seminar : workshop Proceedings, Vestmír a STUŽ, Praha, ISBN 80-85977-00-1
- 1995 – Mikuláš Huba, Pavel Nováček (eds.): Šok z prosperity I - Čítanka z globální problematiky, STUŽ, Bratislava
- 1997 – Pavel Nováček: Perspektivy trvale udržitelného způsobu života, Společnost pro trvale udržitelný život a Univerzita Palackého. Praha a Olomouc
- 2000 – Karel Jech (ed.): Jak vážně bere Evropská unie trvale udržitelný rozvoj?, STUŽ ISBN 80-902635-5-0
- 2001 – Lidé a ekosystémy. Sborník semináře COŽP UK a STUŽ, COŽP UK a STUŽ, Praha
- 2003 – Kol.: Alternativní státní rozpočet České republiky pro rok 2004 s výhledem do roku 2013, STUŽ, ISBN 80-902635-9-3
- Alternativní státní rozpočet České republiky pro rok 2004 s výhledem do roku 2013. Praha: Společnost pro trvale udržitelný život 39 s. Dostupné online. ISBN 80-902635-9-3, ISBN 978-80-902635-9-8. OCLC 56859891
- 2007 – Miroslav Šuta: Biotechnologie, životní prostředí a udržitelný rozvoj, STUŽ, ISBN 978-80-902635-1-2
- 2008 – Karel Merhaut, Eva Vavroušková (eds.): Stopa Ivana Dejmala a my, Praha, Ministerstvo životního prostředí, STUŽ, Liga ekologických alternativ, ISBN 978-80-902635-8-1

### Témata
STUŽ vyjadřovala např. k projednávaným evropským směrnicím o chemické politice (REACH), o odpadech, o kvalitě ovzduší nebo o pesticidech, k problematice kácení stromů v okolí silnic nebo k návrhu Politiky územního rozvoje.